# Ghostbusters (videogioco)
Ghostbusters è un videogioco d'azione ispirato al film Ghostbusters - Acchiappafantasmi, pubblicato per la prima volta nel 1984 dalla software house Activision. Lo sviluppo e la pubblicazione furono contemporanee all'uscita della pellicola per sfruttarne l'effetto traino.
Il videogioco debuttò sul Commodore 64, progettato da David Crane, con grande successo internazionale di critica e pubblico.
Inizialmente venne convertito per Atari 800, Apple II e ZX Spectrum; nel 1985 uscirono le versioni per Amstrad CPC e Atari 2600, nel 1986 per MSX, NES e IBM compatibili (PC booter), infine nel 1987 uscì la conversione per Sega Master System.

## Modalità di gioco
Il gioco consiste nel controllare, anche dal punto di vista economico, le attività di tutta la squadra degli acchiappafantasmi nella città di New York. Si comincia con il richiedere un prestito alla banca e acquistare le prime attrezzature necessarie alla caccia ai fantasmi, tra cui l'automobile, che si può scegliere tra vari modelli.
Si passa quindi a una mappa della città, che mostra anche i fantasmi vaganti che convergono lentamente verso il tempio di Zuul e gli edifici attualmente infestati da uno slimer.
Il giocatore può muovere sulla mappa un segnalino che indica la posizione della squadra. Una volta scelto il percorso, si gioca una sequenza di guida vera e propria, dove l'auto viene mostrata con visuale dall'alto sulla strada a scorrimento verticale. Durante la guida si incontrano i fantasmi vaganti precedentemente incrociati sulla mappa, che si possono catturare con un apposito aspiratore.
Quando si raggiunge un edificio infestato c'è una sequenza di cattura dello slimer, con visuale in terza persona laterale di fronte a una schermata fissa del palazzo. Lo slimer fluttua in modo evasivo e il giocatore deve posizionare una trappola a terra, muovere due uomini con lo zaino protonico in funzione, e far scattare la trappola al momento giusto. In caso di riuscita si ottiene del denaro, altrimenti un acchiappafantasmi viene "smerdato" come Peter nel film.
Periodicamente si deve tornare al quartier generale per svuotare le trappole e rifornirsi di uomini e di energia. Più avanti avvengono sulla mappa anche attacchi dell'uomo dei marshmallow, che vanno impediti attivando in tempo l'apposita esca, altrimenti gli acchiappafantasmi dovranno pagare i danni.
Un contatore di PK (psycho-kinetic energy, ovvero energia psicocinetica), che aumenta più velocemente quando i fantasmi vaganti raggiungono il tempio, determina la crescente difficoltà del gioco e, quando arriva al valore massimo, la sua conclusione. A questo punto il giocatore è sconfitto se non può pagare il debito iniziale con la banca, altrimenti procede alla sequenza finale, dove bisogna far entrare gli acchiappafantasmi nel tempio di Zuul evitando l'uomo dei marshmallow. Se si riesce si ottiene un premio in denaro; il punteggio finale è dato dal capitale accumulato.

### Versioni
La versione Commodore 64 era notevole per l'epoca anche per la presenza di voci digitalizzate e, nell'introduzione, del tema musicale Ghostbusters con testo scorrevole, nello stile del karaoke.
La versione originale rimase la più notevole tra quelle per computer. Quella per Atari 8-bit si avvicinò di più, con maggiore ricchezza di colori, ma sprite degli acchiappafantasmi molto semplificati. Quelle per Apple II, ZX Spectrum e PC furono un po' penalizzate dai limiti tecnici delle macchine, e su Spectrum si sarebbe potuto fare di meglio graficamente. Su MSX la parte automobilistica è molto scattante, ma in generale la grafica è visibilmente impoverita. La versione Amstrad CPC fu adeguata al suo buon hardware, ma ha qualche incertezza nello scorrimento e meno dettagli nei fondali.
La prima versione per console, l'Atari 2600, è soggetta ai grossi limiti tecnologici della piattaforma, ma mantiene sostanzialmente tutte le meccaniche di gioco dell'originale.
Le ultime versioni, quelle commercializzate per le console 8-bit SEGA e Nintendo, includono elementi aggiuntivi e animazioni migliorate rispetto alle precedenti. In particolare, i viaggi in auto ricordano più un tipico gioco di guida, con auto più piccola e altri veicoli da schivare; nelle disinfestazioni si affrontano più fantasmi alla volta; nel finale si aggiunge un'intera sequenza giocabile anche all'interno del palazzo, dove si risalgono i piani come piattaforme, evitando gli spettri, infine sul tetto si affronta Gozer in uno scontro prettamente sparatutto.
La versione Master System, uscita ormai tre anni dopo l'originale, è la più ricca di tutte sul piano visivo.